# Donner Summit
Der Donner Summit ist ein ca. 2210 m hoher Gebirgspass in der nördlichen Sierra Nevada. Während der etwa 3 km südlicher liegende Donner Pass die historische Route des California Trails Richtung Westen war, wurde für den Ausbau der Interstate 80 der etwas höhere, dafür aber im Anstieg flachere Euer Saddle gewählt. Gewöhnlich wird für den Pass der Name „Donner Summit“ und nicht das korrektere „Euer Saddle“ benutzt.